# August Kopisch

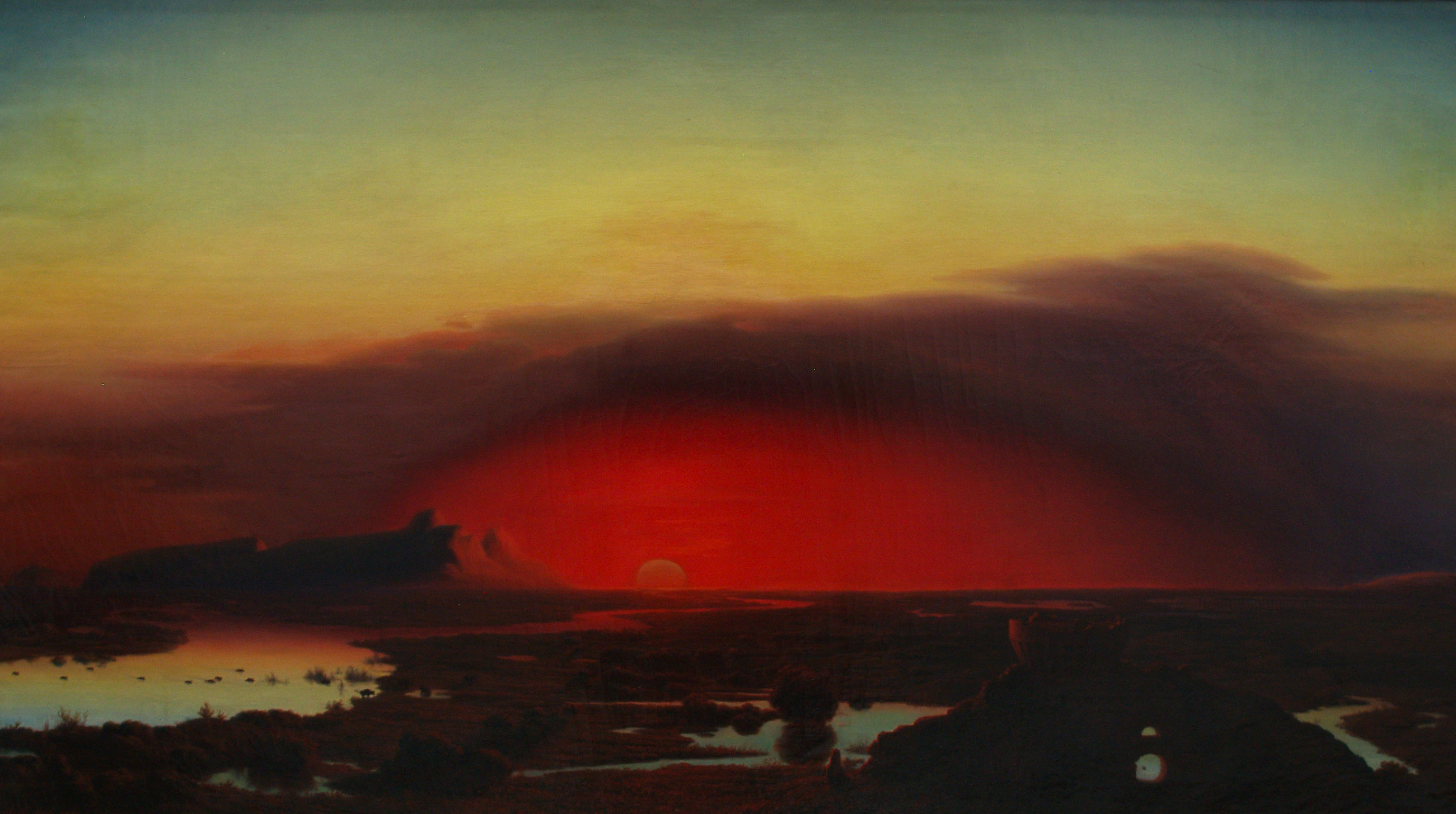
August Kopisch: Tramonto nelle paludi pontine. Olio su tela (1848)

August Kopisch (Breslavia, 26 maggio 1799 – Berlino, 6 febbraio 1853) è stato un pittore e poeta prussiano, specialista e traduttore dell'opera di Dante Alighieri.

## Biografia
Kopisch nacque sotto il dominio prussiano di Breslavia, oggi in Polonia. Nel 1815 iniziò a studiare pittura presso l'Accademia delle Belle Arti di Praga, ma un infortunio alla mano destra ridusse le sue prospettive di artista, e così si concentrò sulla letteratura.
Dopo periodi di residenza a Dresda e Vienna Kopisch si diresse nel 1822 in Italia. A Napoli divenne amico intimo del poeta August von Platen-Hallermünde, e assieme a lui si ritrovò a Capri, dove, usciti a nuoto col pittore Ernst Fries, scoprirono la Grotta Azzurra.
Nel 1828 si stabilì a Berlino dove gli venne concessa una pensione da Federico Guglielmo IV di Prussia, e nel 1838 gli conferì il titolo di professore.
Nel 1847 si trasferisce a Potsdam e scrisse un resoconto sulle proprietà della corona in città e nel circondario.
Morì il 6 febbraio 1853 a Berlino.